# 陈亦侯
陈亦侯（1886年—1970年），浙江温州人，后居天津，中国实业家。

## 生平

### 早年
陈亦侯出生于浙江温州，在兄弟中排行第五，因此有“陈五爷”的称呼。是清朝末代举人，曾在京师译学馆学习外交，毕业后在湖南师范学堂教授英文。

### 任职银行业
1912年受邀就职于上海浙江兴业银行，1927年应盐业银行总经理吴鼎昌之邀在盐业银行北京分行任襄理等职，1929年调至盐业银行天津分行，1933年任盐业银行天津分行经理，兼开滦矿务局董事和恒源纱厂董事。20年代30年代，陈亦侯曾资助“北四行”修建上海国际饭店，其高度超过了英商维克多·沙逊所建的沙逊大厦；陈亦侯又说服上海饭店使用天津产的“风船牌”地毯，以此刺激天津市场。

### 保护文物
1922年12月，溥仪大婚，但因资金紧缺，清室内务府搜集了咸丰、同治年间一些文物古玩和金银珠宝，装满42只大木箱，于1922年11月2日由载涛送往北京盐业银行，用以抵押贷款。其中包括一组为祝贺乾隆皇帝八十大寿而打造的16只的金编钟，但之后因清室未能赎回，金编钟归属北京盐业银行，在外商保管库密藏。九一八事变后，北京盐业银行计划将金编钟秘密运到天津法租界，时任北京盐业银行经理的陈亦侯亲自到北京，用自己的车分批运回。陈亦侯决定将编钟存盐业银行库内，玉器、瓷器存在四行储蓄库。
1937年天津被日军占领后，陈亦侯派人往西安向时任盐业银行总经理的吴鼎昌致电，咨询金编钟的处置方法，一个月后收到其销毁金编钟的指示，为此陈亦侯十分愤慨。陈亦侯后找到天津四行储蓄会经理、原盐业银行副经理朱虞生之婿胡仲文商议，暗中将编钟移入“四行储蓄会”大楼地下库房封死而未被发现。1945年，孔祥熙、戴笠来津搜寻金编钟的下落，经陈亦侯周旋而不了了之。该编钟及其它的玉器、瓷器在1949年1月18日由胡仲文致函天津军管会上交中共政府。

### 晚年及去世
三反五反运动时，陈亦侯曾被扣留二十余天，后无罪释放。1963年，陈亦侯生了场大病，曾为其子女立下遗嘱；1970年去世于天津，时年84岁。死后葬于天津北仓革命干部公墓。

## 轶事
抗战时期，陈亦侯曾暗中保护军统人员李汉元；1945年，戴笠遣信责令时任天津警察局长的李汉元追查金编钟的下落，但李汉元却将此信焚毁。

## 纪念

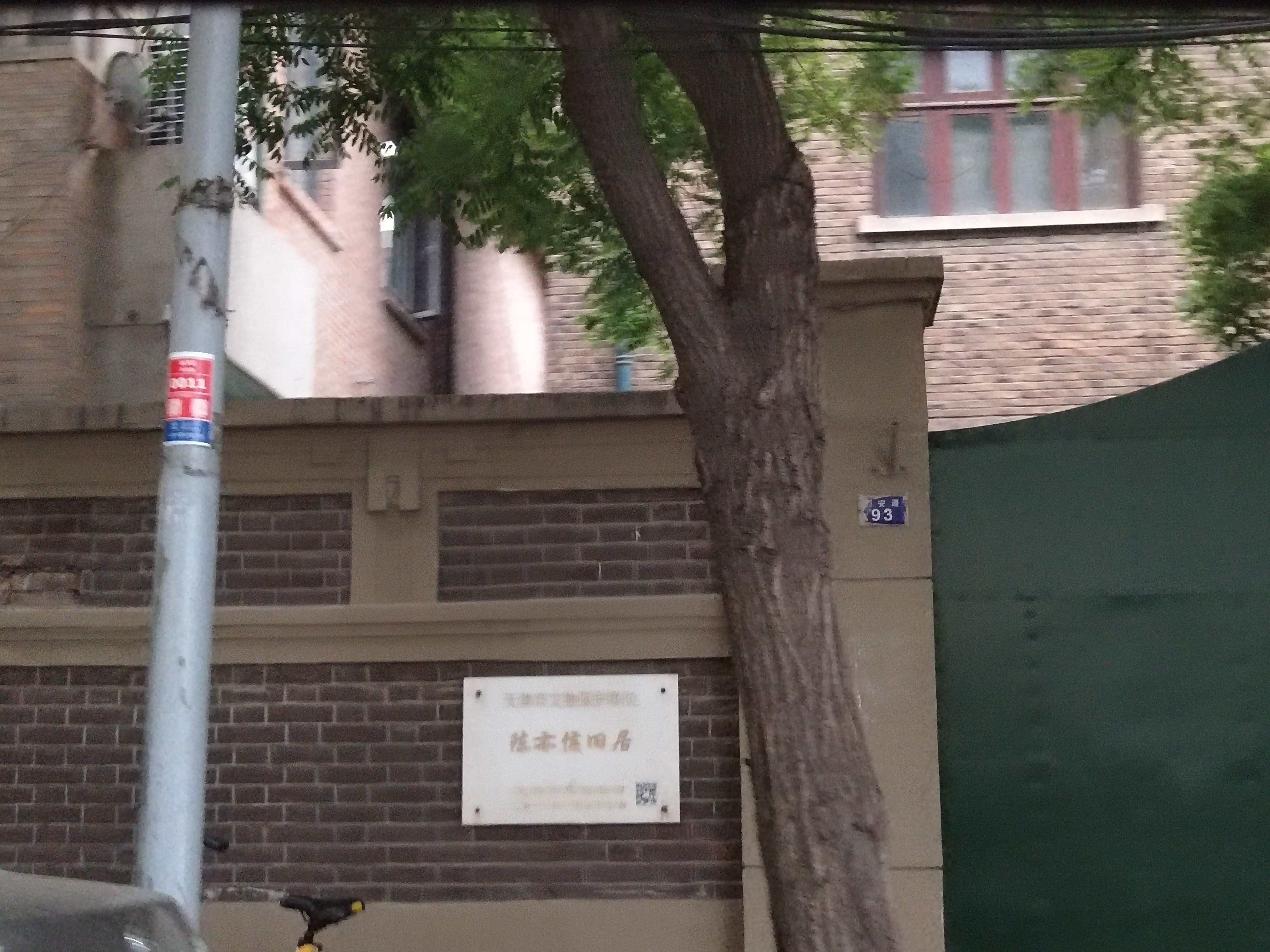
陈亦侯旧居近景

今存陈亦侯旧居，在天津市和平區西安道93号。